# Риттер, Георг фон
Георг (Георгий Иванович) фон Риттер (нем. Georg von Ritter; 1731—1807) — генерал-лейтенант Русской императорской армии.

## Биография
Георг фон Риттер родился в 1731 году и происходил «из дворян Римской империи». Будучи поручиком Вюртембергской службы, 5 октября 1766 года он был принят подпоручиком в 1-й Московский полк и перешёл в русское подданство; однако, уже 1 октября 1767 года по собственному прошению был уволен от службы.
22 января 1770 году фон Риттер снова был определён в службу, подпоручиком же, в Санкт-Петербургский легион и принял участие в Русско-турецкой войне 1768—1774 годов. 
Получив 1 января 1771 года чин поручика, Георг фон Риттер участвовал в войне против барских конфедератов в Польше.
25 декабря 1776 года Г. фон Риттер был произведён в капитаны Ревельского пехотного полка, а 1 ноября 1780 года назначен майором в гарнизон города Полоцка, 23 мая 1784 года переведён в Полоцкую губернскую роту. 
В 1794 году Георг фон Риттер принимал участие, под началом А. В. Суворова, в Польской кампании по подавлению восстания Тадеуша Костюшко.
9 декабря 1797 года он был произведён в подполковники с назначением командиром гарнизонного генерал-майора фон Брадке полка (Полоцкого гарнизонного). Произведённый 16 июня 1798 года в полковники, он 3 декабря того же года был назначен Полоцким комендантом и шефом гарнизонного полка, а 8 июня 1799 года был произведён в генерал-майоры. 
По упразднению в Полоцке должности коменданта и гарнизонного полка, Риттер 4 марта 1800 года был отставлен от службы с производством в генерал-лейтенанты, но уже 6 декабря того же года был снова принят в службу с чином генерал-лейтенанта со старшинством генерал-майора (т.е. был поставлен в одну линию с генерал-майорами), с назначением состоять по армии, а через пять дней (11 декабря) назначен шефом Пермского мушкетёрского полка.
1 марта 1801 года Риттер вновь уволен в отставку. 28 июля того же года принят на службу и назначен комендантом в Аренсбург, а 4 октября 1804 года был переведён на такую же должность в Пернов. Одновременно с 17 августа 1805 года являлся временным инспектором гарнизонных полков и батальонов Лифляндской инспекции. 10 ноября 1806 года награждён орденом Святого Владимира 4-й степени.
Георг фон Риттер умер 10 (22) апреля 1807 года; приказом от 24 апреля 1807 года исключён из списков.